# Midtjylland
Der dänische Landstrich Midtjylland (Mitteljütland) ist ein nicht genau abgegrenztes Gebiet im Mittelteil der Halbinsel Jütland, vor allem westlich des jütländischen Höhenrückens (dänisch jyske højderyg).

## Geografische Lage
Die genaue Lage variiert und umfasst gewöhnlich die Städte Herning, Viborg, Silkeborg sowie die Orte Ikast, Brande und Bjerringbro. Oft werden Grindsted, Billund und Give im Süden, manchmal Holstebro und Skive im Nordwesten mit einbezogen.
Midtjylland überschneidet sich zu einem großen Teil mit Vestjylland, außerdem einem kleineren Teil von Østjylland (Silkeborg) und Sydjylland (Grindsted, Give und Billund, die auch zu Westjütland gerechnet werden können).
Der größte Teil des heutigen Midtjylland ist traditioneller westjütischer Kultur- und Dialekt-Bereich; die Bewohner sind Westjüten, so in Herning, Skive, Ikast, Brande, Holstebro, Skive, Grindsted, Give und Billund. Dagegen gehören Silkeborg und die anderen Gebiete östlich des jütländischen Höhenzuges und der jütländischen Wasserscheide, die in etwa dem Hovedvej 13 (Primærrute 13) folgt, zum traditionellen ostjütländischen Kulturraum.
Siehe auch: Jütland – Himmelsrichtungen

## Geschichte

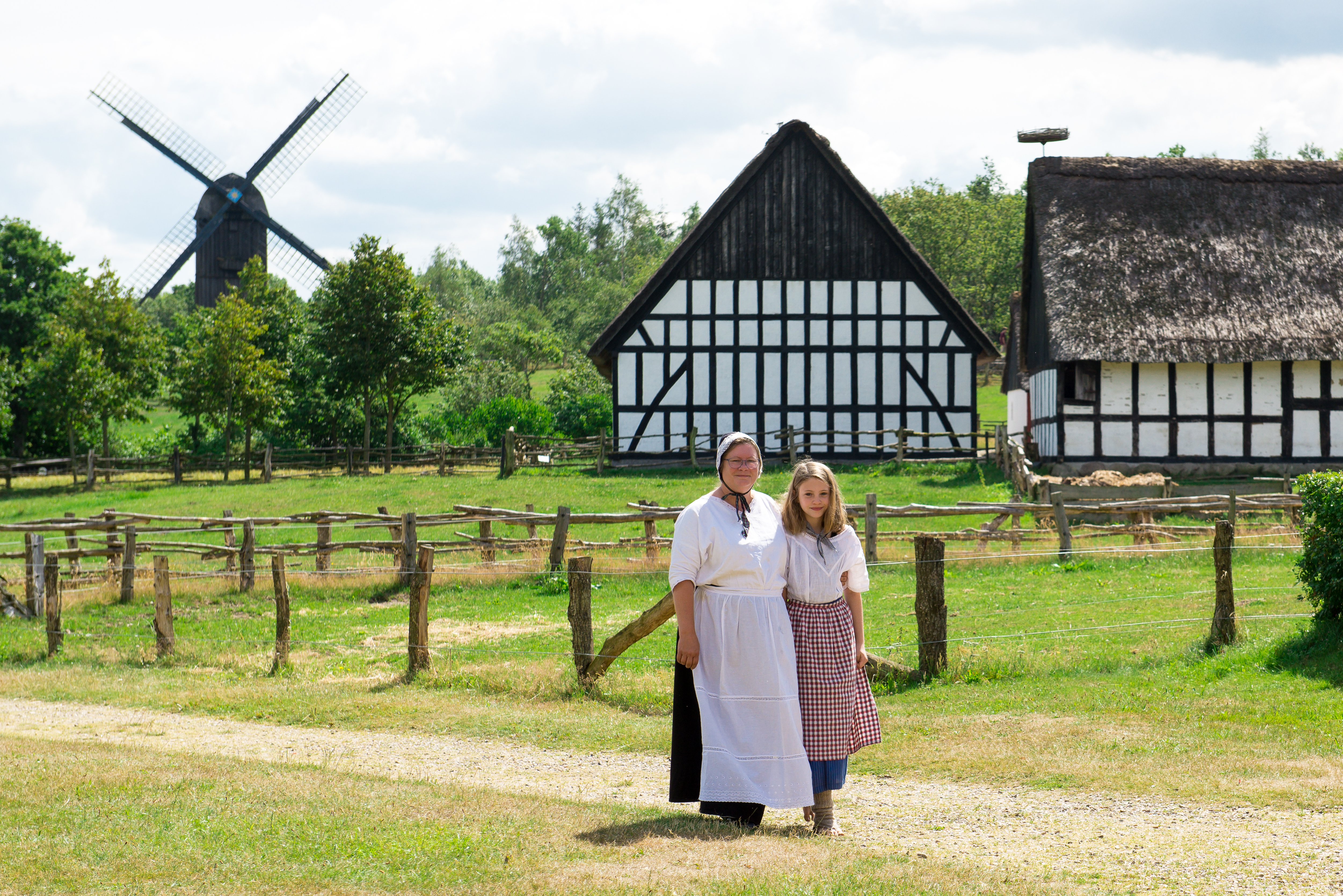
Freilichtmuseum Hjerl Hede

Midtjylland ist ein erst seit der zweiten Hälfte des 20. Jahrhunderts verwendeter Begriff. Die "klassische" Einteilung der Halbinsel Jütland ist West-, Ost-, Nord- und Südjütland. Von diesen hat nur Südjütland (Sønderjylland oder Nordschleswig) eine feste Abgrenzung, die vom historischen Herzogtum Schleswig hergeleitet werden kann.
Der größte Teil des Landstriches Midtjyllands gehört kulturell und siedlungsgeschichtlich zu Westjütland, sprachlich zum westjütischen Dialektgebiet, und landschaftsmäßig zur westjütlandischen Flachebene (jütländische Heide), im Gegensatz zum dichter besiedelten ostjütländischem Hügelland. Daher wurde das Gebiet früher zu Westjütland gerechnet, obwohl einige Teile davon näher an der Ost- als der Westküste lagen.

## Offizielle Verwendungen
Eine völlig neue Bedeutung erhielt der Begriff Midtjylland mit der dänischen Gebietsreform 2007, als die Kreise aufgelöst und dafür fünf große Verwaltungsregionen, darunter die Region Midtjylland, gebildet wurden. Damit wird ein viel größeres Gebiet, das nichts mit der historischen Landschaft zu tun hat, zwischen zwei anderen Verwaltungsregionen, Region Nordjylland und Region Syddanmark, bezeichnet.
Mit der Errichtung von Naturstyrelsen, der dänischen Naturschutzbehörde, entstand 2011 eine Naturschutzregion Midtjylland, die jedoch nur einen etwa 50 km breiten Streifen im mittleren Jütland um Skive, Herning, Ikast und Brande umfasst.
Die Diagonalautobahn Herning-Vejle trägt den Namen Midtjyske Motorvej, obwohl Teile davon in der Region Syddanmark verlaufen. Die ost-west-gerichtete Autobahn Herning-Århus, die eine Hauptverkehrsader der Verwaltungsregion Midtjylland sein wird, wird dagegen den Namen Herningmotorvejen tragen.